# Hawarden Castle (middelalder)
Hawarden Old Castle eller blot Hawarden Castle (walisisk: Castell Penarlâg) er ruinen af en middelalderborg, der ligger nær Hawarden, Flintshire, Wales. Det er en listed building af 1. grad.
Der vides ganske lidt om borgens tidlige historie, og de ældste fæstningsværker på stedet kan gå helt tilbage til jernalderen. Senere blev stedet brugt til en normannisk Motte-and-baileyfæstning, som angiveligt blev ødelagt og erstattet i løbet af en kort periode i 1200-tallet.
Borgen spillede en vigtig rolle i slutningen af den walisiske kamp for uafhængighed i slutningen af 1200-tallet. I påsken 1282 angreb Dafydd ap Gruffudd Hawarden Castle, og igangsatte dermed den sidste walisiske konflikt med det normanniske England, men kampen blev i sidste ende tabt. Som straf for sit angreb og oprør blev Dafydd hængt, druknet og parteret af Edvard i Shrewsbury i oktober 1283.
Under den engelske borgerkrig blev Hawarden Castle ødelagt af Oliver Cromwell.
I dag ruinen typisk åben for offentligheder om sommeren.